# Petter Abrahamsson
Petter Abrahamsson, född 1668, död 1741, var en svensk jurist och ämbetsman.
Han blev häradshövding i Sollentuna med flera härader samt Danderyds med flera skeppslag 1693, avsattes redan 1694 för oförstånd i ämbetet, återfick samma häradshövdingsämbete 1704, transporterades till Frösåker med flera härader 1718, fick avsked 1719 och adlades 1727.
Abrahamsson har gjort sig känd som en framstående rättslärd och landslagens skickliga kommentator. För att efter avsättningarna rehabilitera sig och visa på sin juridiska förmåga utgav Abrahamsson efter tyskt mönster sin lagkommentar: Swerikes rijkes lands-lag...med anmärckningar uplagd (1726). I den nedlade han ett oerhört arbeta att samla och ordna författningar, lagförslag och en rik skörd av rättsfall, och därmed skapade han sig ett bestående namn i svensk rättsvetenskap och fast han själv inte var någon kritisk rättshistoriker, lade han grunden till kommande tiders juridiska specialundersökningar. 
Efter adlandet deltog Abrahamsson flitigt i riksdagsarbetet, och framträdde som en nitisk och framsynt reformvän. Genom sina många ändringsförslag till lagkommissionens förslag stötte han sig med det mäktiga byråkratiintresset. En senare tid har genomfört flera av hans reformförslag som lagmans- och kämnärsrätternas slopande, fördubblandet av hovrätternas antal med mera.
I religiöst hänseende var Abrahamsson pietist.